# Ministère de l'Inclusion, de la Sécurité sociale et des Migrations
Le ministère de l'Inclusion, de la Sécurité sociale et des Migrations (en espagnol : Ministerio de Inclusión, Seguridad Social y Migraciones) est le département ministériel responsable de la protection sociale, des retraites et des migrations en Espagne.
Il est dirigé, depuis le 21 novembre 2023, par la socialiste Elma Saiz.

## Missions

### Fonctions
Le ministère est chargé de proposer et mettre en œuvre la politique gouvernementale en matière de Sécurité sociale et de population non-active, d'étrangers, d'immigration et d'émigration, et de politiques d'inclusion.

### Organisation
Le ministère de l'Inclusion s'organise de la façon suivante, :
- ministre de l'Inclusion, de la Sécurité sociale et des Migrations
  - secrétariat d'État à la Sécurité sociale et aux Retraites
    - direction générale de la Réglementation de la Sécurité sociale
    - contrôle général de la Sécurité sociale

  - secrétariat d'État aux Migrations
    - direction générale des Migrations
    - direction générale de l'Aide humanitaire et du Système d'accueil de protection internationale
    - direction générale des Expatriés et des Politiques de retour

  - secrétariat général de l'Inclusion
  - sous-secrétariat de l'Inclusion, de la Sécurité sociale et des Migrations
    - secrétariat général technique

## Histoire
Le ministère est créé le 13 janvier 2020, lors de la formation du deuxième gouvernement de Pedro Sánchez, par scission du ministère du Travail.

## Titulaires
| Nom | Nom               | Dates du mandat | Dates du mandat | Parti | Gouvernement |
| --- | ----------------- | --------------- | --------------- | ----- | ------------ |
|     | José Luis Escrivá | 13/01/2020      | 21/11/2023      | Sans  | Sánchez II   |
|     | Elma Saiz         | 21/11/2023      | En fonction     | PSOE  | Sánchez III  |